# Свети Четиридесет мъченици (Битоля)
Вижте пояснителната страница за други значения на Свети четиридесет мъченици.
„Свети Четиридесет мъченици Севастийски“ (на македонска литературна норма: „Свети Четириесет Маченици Севастиски“) е православна църква в Битоля, Северна Македония. Част е от Преспанско-Пелагонийската епархия на Македонската православна църква – Охридска архиепископия.
Църквата е разположена в местността Къркардаш, в Баир махала. Според легендата църквата е построена на едно от местта на най-кървавите сражения при завоюването на Битоля в 1382-1383 година от страна на османския военачалник Евренос. Крепостта се бранела от четиридесет братя (на турски kırk + kardaş) и затова и църквата носи това име.